# Polski Kontyngent Wojskowy w Mali
Polski Kontyngent Wojskowy w Misji Szkoleniowej Unii Europejskiej w Republice Mali (PKW Mali) – wydzielony komponent Sił Zbrojnych RP, przeznaczony do szkolenia wojsk rządowych podczas wojny domowej w Mali w latach 2013–2014.

## Historia
W styczniu 2012 w Mali wybuchła rebelia Tuaregów, zakończona zdobyciem północnej części tego kraju przez powstańców i ustanowieniem niepodległego Azawadu w kwietniu 2012. Jednak w lipcu Tuaregowie zostali pokonani przez wcześniej sprzymierzonych z nimi radykalnych muzułmanów. W związku z zaistniałą sytuacją państwa ECOWAS i Francja rozpoczęły przygotowania do interwencji, zaaprobowanej przez Radę Bezpieczeństwa ONZ oraz Radę Unii Europejskiej ds. zagranicznych, która w styczniu 2013 zdecydowała o wysłaniu do Mali misji szkoleniowej (European Union Training Mission in Mali, EUTM Mali).
Do udziału w misji został skierowany Polski Kontyngent Wojskowy, liczący ok. 20 żołnierzy. Planowo misja polskich żołnierzy ma trwać od 15 marca do 31 grudnia 2013 i kosztować 5,8 mln zł (pochodzących z budżetu Ministerstwa Obrony Narodowej). Do zadań kontyngentu należało:
- szkolenie malijskich żołnierzy z zakresu logistyki,
- udział w zabezpieczeniu przeciwminowym bazy EUTM,
- udział w zabezpieczeniu administracyjnym, logistycznym i kontrwywiadowczym Dowództwa EUTM[1].

Podczas pierwszego miesiąca pobytu Polacy przyjmowali transporty europejskich żołnierzy-instruktorów oraz organizowali wojskowe transporty z lotniska w Bamako do bazy szkoleniowej w Koulikoro
Dowódcą I zmiany kontyngentu był ppłk Adam Jangrot. We wrześniu 2013, w związku z przedłużeniem użycia PKW, nastąpiła rotacja personelu PKW, a dowódcą II zmiany został ppłk Mieczysław Spychalski.
W listopadzie 2013 polski rząd przekazał Mali nieodpłatnie 170 ton uzbrojenia i amunicji (m.in. karabinki AKM oraz wyrzutnie pocisków) o łącznej wartości ponad 11 mln złotych.

## Struktura organizacyjna
- Dowódca PKW
  - Logistyczny Zespół Szkoleniowy – LTT (Koulikoro)
  - Zespół Rozminowania – EOD (Koulikoro)
  - Zespół Transportowy – JTT (Bamako)

## Odznaczenia za udział w kontyngencie

Baretka medalu CSDP za misję EUTM Mali